# Autoneda
Megacraspedus là một chi bướm đêm thuộc họ Gelechiidae.